# Overtoom 21-25 (Amsterdam)
Overtoom 21-25 te Amsterdam is een gebouw aan de Overtoom. Het gebouw staat enigszins bekend als Huize Vondel.

## Geschiedenis
De Overtoom kent op zich een lange geschiedenis. Eeuwenlang lag hier een weg naar Leiden als ook stadinwaarts het Mirakel van Amsterdam. In de 19e eeuw was er rondom het water van de Overtoom (Overtoomsche Vaart met Vondelkade) bedrijvigheid. Eind 19e eeuw vonden er in de buurt snelle ontwikkelingen plaats. De bedrijvigheid vertrok deels en de buurt werd ingericht met woonhuizen; Amsterdam breidde uit ten koste van de gemeente Nieuwer-Amstel. Zo kon architect Nicolaas Vos in 1872 een dubbel woonhuis bouwen op wat later de huisnummers 21 en 23 werden. Niet veel later werd erop die plaats opnieuw gebouwd, wat er met het gebouw van Vos is gebeurd is onbekend.
Onder aanvoering van bouwkundige en timmerman Marcelis Muijlwijk werd in 1914 een nieuwe bedrijfspand neergezet in de rationalistische stijl. Muijlwijk liet zijn tweejarige dochter Catharina een 
"eerstesteenlegging" (in de plint) verrichten en er kwam een grotendeels symmetrisch gebouw met een aanpalend gebouwtje, dat wel in dezelfde stijl is gebouwd, maar tegelijkertijd de symmetrie opheft.. Dat aanpalend gebouwtje was de reden om hier te gaan bouwen; er zou een garagebedrijf gevestigd worden. Uiteindelijk kwam er een veel groter bedrijfsgebouw met bovenwoningen. Muijlwijk zou er zelf nog enige tijd gewoon hebben. Muijlwijk had (al zijn hele leven lang) zijn financiën niet op orde en werd in 1915 failliet verklaard, waarna allerlei omzwervingen in de bouwwereld plaatsvonden.
Het complex werd op 16 december 2008 bestempeld als gemeentelijk monument. In de 21e eeuw is er op de begane grond meest een supermarkt gevestigd geweest (gegevens maart 2021).

## Marcelis Muijlwijk
Het gebouw ging sinds de oplevering roemloos door het leven tot de monumentsverklaring. Anders lag het met de ontwerper. Er doken al tijdens het onderzoek naar het faillissement in 1915 van Muijlwijk beschuldigingen op dat er onfrisse zaken hadden plaatsgevonden. De zaak werd echter geseponeerd, maar een tiental jaren later is het weer raak. De politie kreeg een tip dat er een moord had plaatsgevonden en begon te graven. Zij vonden een kist met een vergaan lichaam, dat zou toebehoren aan een makelaar waar Muijlwijk tien jaar eerder ruzie had; Muijlwijk stond bekend als driftkop. Muijlwijk werd gearresteerd en voor het gericht gebracht, waarbij als dader van de moord op de makelaar alsmede van 12.000 gulden werd veroordeeld. De kwestie liep tot aan de Hoge Raad der Nederlanden. Muijlwijk werd op 28 november 1925 voor zes jaar cel veroordeeld, maar hij zou die dankzij gratie door koningin Wilhelmina der Nederlanden niet helemaal uit zitten; zij schold hem drie maanden vrij, omdat hij zijn leven zou hebben gebeterd en weer aan de slag wilde in de bouw.
Al tijdens de voorlopige celstraf begon Muijlwijk aan zijn autobiografie te werken. Hij vond dat hij al van jongs af aan onheus bejegend was, waardoor het steeds in aanraking kwam met het Leger des Heils als hij weer eens dakloos was. Nadat hij vrijkwam schreef hij verder en in 1932 werd het eerste deel onder eigen beheer gepubliceerd onder voorwoord van Roel Houwink, die sprak van een "weerloos en vertrapt persoon". Het boekwerk kondigde meerdere delen aan, de lijn van de geschiedenis volgend. Deel 1 begint op 1 januari 1925 en eindigt op 31 januari van dat jaar, waarop Muijlwijk aanstuurt op een gerechtelijke dwaling. Een tweede deel zou nimmer verschijnen en Muijlwijk verdween met de noorderzon. In 1946 dook zijn naam op bij de wederopbouw in Arnhem, waarbij hij zijn beklag deed over de trage gang van zaken bij de wederopbouw van de gebombardeerde stad. Niet veel later zou hij in die stad overlijden (17 april 1948); in oktober 1948 werd zijn nalatenschap getroffen door een faillissement. Zijn akte van overlijden vermeldde als beroep nog steeds architect.
In 1984 dook de zaak weer op toen auteur Dick de Vree de zaak behandelde in het hoorspel “De zaak Marcelis Muijlwijk”. Dat werd op 2 februari 1984 via de KRO uitgezonden worden met stemmen van Tom van Beek en Jaap Maarleveld.

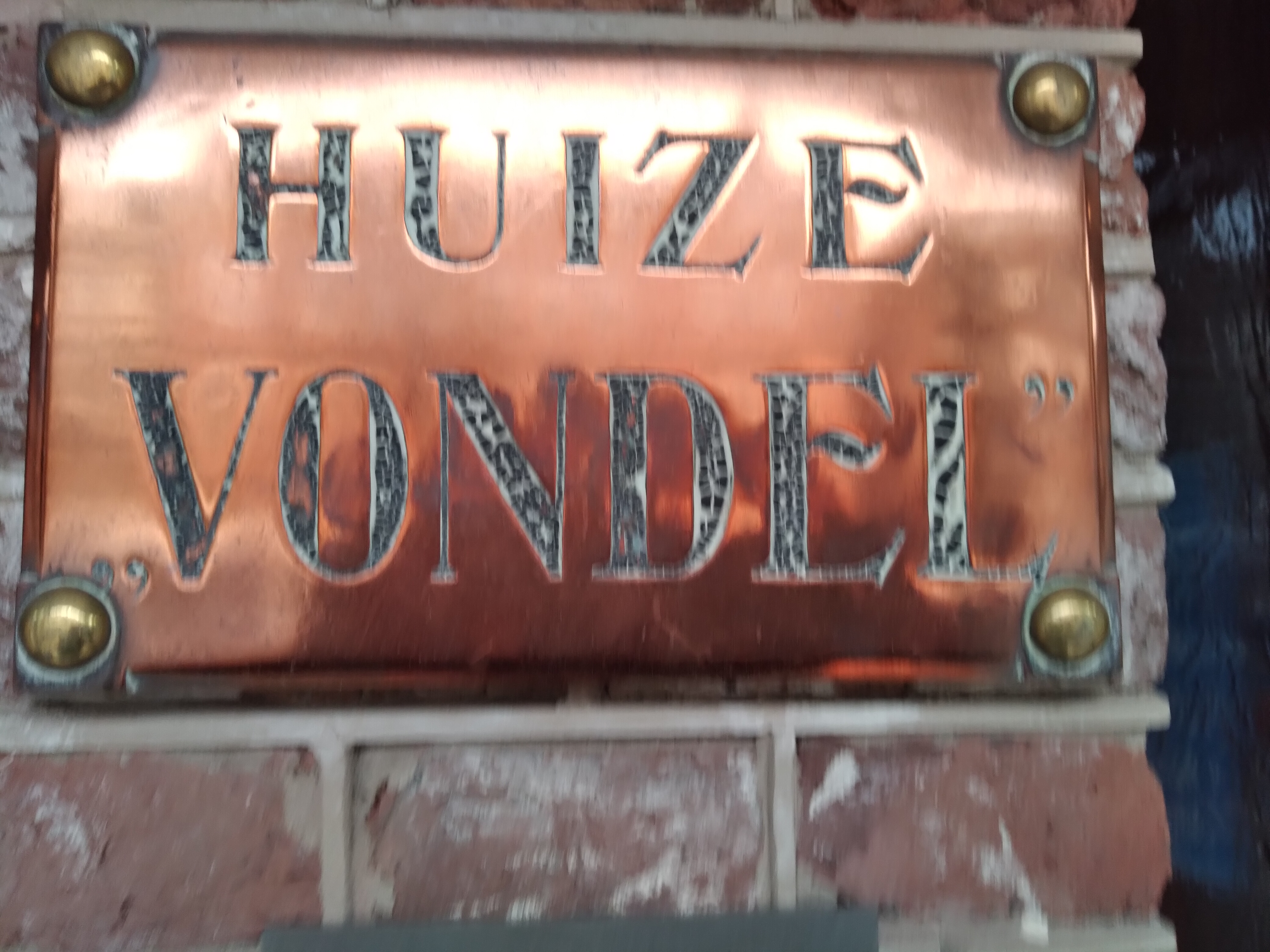
Huize Vondel (januari 2021)